# Nancy H. Kleinbaum
Nancy Horowitz Kleinbaum (ur. 30 sierpnia 1948) – amerykańska pisarka i dziennikarka.
Studiowała na Uniwersytecie Północno-Zachodnim (w Evanston) od 1966 do 1970.
Książkę Dead Poets Society (Stowarzyszenie Umarłych Poetów) napisała na podstawie scenariusza Toma Schulmanna do filmu Stowarzyszenie Umarłych Poetów (w reżyserii Petera Weira), przedstawiającego realia prywatnej, chłopięcej Akademii Weltona w 1959.